# リーナ (小惑星)
リーナ (468 Lina) は、小惑星帯に位置する小惑星の一つ。
マックス・ヴォルフが発見し、彼の家政婦にちなんで名づけられた。